# Брайън Пилман
Брайън Уилям Пилман (22 май 1962 – 5 октомври 1997 г.) е бивш американски футболист и професионален кечист, известен най-вече с неговите изяви в Световната федерация по кеч.
Пилман беше създал наследството, известно като „Loose Cannon“-кеч трик в който прави серия от много издънки, където придобива степен на позор за неговия непредсказуем характер. Той е известен с това, че е изключително пъргав на ринга, макар автомобилна катастрофа през април 1996 г., от който той е получил значителни травми на глезена. До края на неговата кариера в WCW,той работи с неговия дългогодишен приятел и настоящ съотборник Ледения Стив Остин,по-известни като Холивудските Блондита, докато двамата не се скарват и не започват вражда. След като напуска WCW през 1993 година, той става част от WWF като на конференцията, където трябваше да подпише договор, прави голям скандал с персонала на федерацията. Впоследствие това, той продължава със своите провокации и през следващите години (1994,1995,1996).През 1996 година се завръща в ECW със своето бастунче и облекло. Предизвикателното поведение и грубо адресираните думи към Шейн Дъглас предизвикват маса от негативни реакции от страна на феновете на ECW.Стига се до пълна ескалация, където се намесва не само охраната, но и полицията и шефа на федерацията. Междувременно през това време се появява ядосаният Шейн Дъглас, който се кани да спука от бой „Свободното оръдие“. Брайън Пилман си позволи дори по време на шоуто да си покаже гениталиите на един от персонала. Нещо, което кара полицията и другите да изнесат Пилман със сила от сградата. Впоследствие това, той получава забрана да посещава сградата на ECW и завинаги бива изгонен оттам. През 1997 година става част от Фондацията Харт.Той е единственият кечист, който няма кръвна връзка с нито един от членовете на Фондацията Харт и въпреки това, той става тяхна опора в повечето им мачове.

## Личен живот
Брайън Пилман е роден в Синсинати, Охайо на 22 май 1962 година. Майка му е от Уелс. Баща му умира от инфаркт, когато Брайън е на 3 месеца. Като дете, Пилман развива множество полипи на гласните струни и претърпява между тридесет и една и тридесет и шест операции преди 3-годишна възраст. Поради медицинските си проблеми, Пилман прекарва голяма част от ранното си детство в болница, прибирайки се само за Коледа. Поради това, майка му избира да го изпрати в държавно училище, за да може да прекарва повече време с приятелите си, което го кара да стане единственият презвитерианец в иначе католическото си семейство. Като дете, Пилман е тренирал много спортове, включително баскетбол и хокей, но е бил доста крехък и често е бил подиграван от другите деца заради дрезгавия му глас, който е резултат от многото операции. Според майка му, това го е накарало да ходи на уроци по бокс.

## Професионална кариера

### Stampede Wrestling (1986 – 1988)
След края на футболната си кариера, Пилман остава в Канада и започва да тренира като борец при Стю Харт и синовете му. Той дебютира през ноември 1986 г. в промоцията на Харт, базирана в Калгари, Stampede Wrestling. Пилман бързо сформира отбор със сина на Харт-Брус, известен като Bad Company (да не се бърка с Badd Company). През април 1987 г. Bad Company печели интернационалните отборни титли на Stampede Wrestling, побеждавайки Рон Стар и Кубинският Убиец на финала на турнира. Царуването им продължава до октомври 1987 г., когато титлите бяха задържани след противоречив завършек на мача между Bad Company и техните опоненти, Джери Мороу и Махан Сингх. Bad Company побеждава Мороу и Сингх в мач реванш през ноември 1987 г., за да си върнат титлите, които в крайна сметка ги губят от Мороу и Кубинския Убиец през юли 1988 г. Докато беше в Stampede Wrestling, Пилман имаше приятелка на име Триша Хейс. Пилман приключва със Stampede Wrestling на 13 август 1988 г., като се обединява с Брус Харт и Джейсън Грозни, за да победи Великата Гама, Махан Сингх и Джони Смит в главното събитие. Насочва се към Континенталната асоциация по кеч в Мемфис, за да продължи кариерата си. След като приключи със Stampede Wrestling,Пилман се бие за кратко през 1989 г. в New Japan Pro Wrestling, където участва в индивидуални мачове срещу кечисти като Маса Саито, Тацуми Фуджинами, Черната Котка и Наоки Сано, както и в отборни мачове с Големия Ван Вейдър срещу Рики Чошу и Тацуми Фуджинами.

### National Wrestling Alliance / World Championship Wrestling (1989 – 1994)

#### Летящия Брайън (1989 – 1993)
През 1989 г. Пилман се завръща в Съединените щати и започва да се бие в Световния шампионат по кеч (WCW), където е известен като Летящия Брайън поради своите бойни способности и разнообразие от въздушни маневри. Той е един от първите американски кечисти, заедно с „Красивия“ Боби Итън, който включва разнообразни мексикански ходове от луча либре в своя арсенал. Той държи отборните титли на Съединените щати в NWA със Зи-Мен между февруари и май 1990 г. По-късно Пилман има вражда с Бари Уиндъм, когото тормози, докато е облечен като маскираното Жълто куче и след това губи мач, загубилият напуска WCW (В крайна сметка, Пилман беше върнат). Той също така задържа кратковременно титлата в полутежка категория на WCW два пъти между октомври 1991 г. и февруари 1992 г., враждувайки с Брад Армстронг, Джъшин „Гръмотевицата“ Лайгър, Ричард Мортън и Скоти Фламинго. Пилман се превръща в хийл през септември 1992 г., разочарован от нараняването на коляното на Брад Армстронг и освобождаването на титлата в полутежка категория на WCW, когато трябваше да се бие срещу Армстронг за титлата на Сблъсъка на шампионите 20. През ноември 1992 г. той сформира отбор с Бари Уиндъм, целейки се за световните отборни титли на NWA и WCW, държани от Рики Стиймбоут и Шейн Дъглас. Уиндъм и Пилман загубиха от Стиймбоут и Дъглас на турнира Starrcade на 28 декември. Техният отбор издържа до януари 1993 г., тъй като Уиндъм имаше предпочитание за Световната титла в тежка категория на NWA.

#### Холивудските Блондита (1993 – 1994)
Пилман продължи да се бори за отборните титли като сформира отбор със „Зашеметяващия“ Стив Остин, известен като Холивудските Блондита. По време на епизода на Power Hour на 27 март 1993 г. отбора печели титлите от Стиймбоут и Дъглас. След като враждата със Стиймбоут и Дъглас приключи, те продължиха да враждуват с Четиримата конници, главно с Рик Светкавицата и Арн Андерсън, подигравайки се на възрастта им и пародирайки интервюиращото шоу на „Светкавица за златото“ с измисленото име „Светкавица за стария“. Те щяха да загубят световните отборни титли на NWA и WCW от Андерсън и Пол Рома на турнира Сблъсъка на Шампионите 14 (Лорд Стивън Ригъл е заменен от Пилман, тъй като получи травма на крака в отборен мач в епизод на главното събитие на WCW преди Сблъсъка на Шампионите). След като Холивудските Блондита се разпадат през октомври 1994 г., Пилман става фейс и започва вражда със стария си партньор Остин. Той също така продължи да се бие за Световната телевизионна титла на WCW, притежаван от лорд Стивън Ригъл, с когото се бори до 15-минутно времево равенство на Spring Stampede.

### Extreme Championship Wrestling (1994)
Пилман започва да се бие в Екстремния шампионат по кеч (ECW) през 1994 г. като част от обмен на таланти между ECW и WCW. Най-забележителният му мач там беше в отбор с Шейн Дъглас, който заменя контузения Стив Остин с Шери Мартел като техен мениджър, в загубени усилия от Рон Симънс и Ту Колд Скорпио.

### Завръщане в WCW (1995 – 1996)

#### Четиримата конници
Пилман се завръща през януари 1995 г., първоначално беше преименуван на California Brian (псевдонима беше премахнат след седмица) като babyface, който се беше преместил в Калифорния, за да продължи актьорската работа на Baywatch като Пилман бавно прогресира в туийнър, враждувайки с борци като Брад Армстронг, Еди Гереро, Алекс Райт и Маркъс Багуел до есента. През септември 1995 г. Пилман сформира отбор с Арн Андерсън и започва вражда с Рик Светкавицата. На 4 септември 1995 г. Пилман се бие в първия мач на встъпителния епизод на Monday Nitro, побеждавайки Джъшин „Гръмотевицата“ Лайгър в мач реванш на турнира SuperBrawl II. След като коства на Светкавицата мач с Арн Андерсън на турнира Fall Brawl, Светкавицата набира помощта на Sting, за да се обедини срещу Пилман и Андерсън на Halloween Havoc. Пилман и Андерсън нападнаха Светкавицата преди мача, принуждавайки Стинг да излезе сам. Когато Стинг се нуждаеше най-много от смяна, Светкавицата излезе в последния момент с превръзка на главата си, смени се със Стинг и веднага го нападна, махайки фалшивата превръзка от главата си, за да покаже, че всичко е план на Пилман, Андерсън и Светкавицата от самото начало. Тези действия доказаха обединението на Четиримата конници. В тази организация бяха Светкавицата, Андерсън, Пилман и Крис Беноа.
Пилман е работил за кратко в Япония през 1991 г., докато е бил в WCW, но най-дълго време е работил за New Japan Pro Wrestling в средата на 1995 г., когато е участвал в Най-Доброто От Супер Юношите. Когато е в Япония той се бие срещу Дийн Маленко, Тацухито Такаива, Черната котка, Коджи Канемото, Шинджиро Отани, Гран Хамада, Черният тигър, Дивия Пегас, Алекс Райт и Ел Самурай в индивидуални мачове и в отборни мачове заедно с Райт, Норио Хонага, Хамада или Маленко срещу Акира Ногами, Коджи Канемото, Такаяки Иизука, Ел Самурай, Маленко и Хонага. Той също така участва в няколко двубои, преди да се завърне в WCW.

## Свободното оръдие и напускане (1995 – 1996)
В края на 1995 година, Брайън сменя своя имидж на Свободното оръдие – роля в която се изобразява в нервен и излязъл извън контрол тип с непредсказуем характер. На ринга започва да излиза с кожено яке, блуза с чудовища и черепи с надпис под тях и бастун, който запълва реквизита му. Междувременно враждата му с Ледения Стив Остин става все по-силна и се присъединява към тогавашния колектив на Фондацията Харт в която влизат Британският булдог, Оуен Харт, Брет Харт и Джим Нейдхарт.

### Завръщане в ECW (1996)
Непосредствено след неговото напускане от WCW, Пилман се завръща в ECW и се появява по време на годишната популярна интернет конвенция ECW CyberSlam на 17 февруари 1996 г. По време на интервю, проведено на ринга от Джоуи Стайлс, Пилман обиджа Бишоф, наричайки го коментатор, който е „гоуфър“ (Това е служител, който се занимава с доставки на специални елементи) и „лайно“. Той насочи вниманието си към аудиторията на ECW като подигравателно нарече феновете на шоуто „умни марки". След като Стайлс се опита да приключи интервюто, Пилман заплаши да „извади своя Джонсън" (да извади пениса си) и да уринира на ринга. Пилман се изправи срещу собственика на ECW Тод Гордън, изпълнителния директор Пол Хеймън и борецът Шейн Дъглас, който го изкара от ринга с охранители. Докато беше изведен от ринга, Пилман атакува фен, седнал в публиката с вилица, която вади от ботуша си. Въпреки че не се бие в ECW, Пилман направи още няколко появявания, участвайки в словесна война с Дъглас, създавайки желаната вражда. Той си навлече гнева на Ню Джак зад кулисите след като определи отбора му с Мустафа Саед като „Негри с отношения“, когато беше развалил едно от техните интервюта. Това всъщност е препратка към рап групата N.W.A. Със своят имидж на „Свободното оръдие", Пилман стана тема на трите основни шоута, тъй като се готвеше за Световната федерация по кеч (WWF), след като беше планирано да се бие срещу Шейн Дъглас в ECW. На 15 април 1996 г.,Пилман е тежко ранен след като заспива зад волана в своя Hummer H1 в Кентъки и забива багажника в едно дърво, което преобръща автомобила. Той беше в кома във продължение на една седмица и е със счупен глезен, това принуждава лекарите да го оставят в неподвижна позиция за ходене. Също така, това принуди Пилман да изостави предишния си високо летящ стил на борба с по-обоснован стил.

### Световната федерация по кеч (1996 – 1997)

#### Подписване (1996)
Пилман подписва договор с WWF на 10 юни 1996 г. като подписването е обявено на пресконференция. Той е вторият кечист, който подписва гарантиран договор с WWF след Марк Меро.Това е показателно за периода, в който Винс Макмеън започва да защитава компанията от внезапна загуба на талант от WCW.С Лекс Лугър, Кевин Неш и Скот Хол се беше случило това. Пилман действа като коментатор, докато се възстановява от счупения си глезен. Преминава към ролята си на кечист след като атакува непокорен фен по време на епизод на WWF Superstars на 29 юни 1996 г. в Детройт.

## Пилман има пистолет! (1996)
На 4 ноември 1996 г. в епизод на Първична сила, Пилман участва в скандалния момент „Пилман има пистолет!“ с бившия си съотборник Ледения Стив Остин. Когато Пилман първоначално пристигна в WWF, той веднага се сдобри с дългогодишния си приятел и бивш съотборник Остин, служейки му като лакей, докато се възстанови. Въпреки това, Пилман започна забележително да благоприятства врага на Остин, Брет Харт, преди на Остин да му писне и да го атакува брутално на ринга по време на интервю в епизод на Superstars на 27 октомври 1996 г. Остин и Пилман имат вражда от няколко седмици и Остин най-накрая реши да вземе нещата в свои ръце като посети Пилман, когото вече беше ранил в дома му в Уолтън, Кентъки. Интервюиращият от WWF Кевин Кели седеше в дома на Пилман със снимачен екип и семейство Пилман, докато приятелите на Пилман обградиха къщата, за да го защитят. Остин беше нападнат от приятелите на Пилман веднага след пристигането му, но той бързо ги пребива. След това, той продължи да нахлува в дома на Пилман, за да се срещне със своя враг. Въпреки това, Пилман държи във ръцете си 9-милиметров Глок и пред камерата заплаши,че ,,ще му пръсне жалкия задник,щом се появи".Появявайки се за секунди,той насочва пистолета към ,,приятноизненадания" Остин,докато съпругата на Кели и Брайън, Мелани, крещят за помощ. След това, захранването на камерата беше прекъснато като кадъра изчезна в черно. Главния оператор се свърза с коментатора Винс Макмеън и съобщи, че е чул „няколко експлозии". Предаването беше възстановено малко преди края на Първична сила, а зрителите станаха свидетели на това как приятелите на Пилман отвеждат Остин от къщата, докато Пилман e насочил пистолета към Остин и обявява намерението си да „убие този кучи син!“. Пилман му изкрещя „махни се от шибания ми път!“ на живо по телевизията, което бе невъзможно да бъде редактирано. В крайна сметка, Федерацията и Пилман се извиниха за този момент.

## футболна кариера
Брайън, завършва Норууд гимназия в Норууд, Охайо, предградие на Синсинати. Докато посещава Маями Университета в Оксфорд, щата Охайо, Пилман играе футбол за Редскинс като дефанзивен, където той записва „такъми за загуба“ категория. А два пъти втория отбор, той отиде от Националната футболна лига, присъединявайки се към родния град Синсинати като свободен агент през 1984 г. (където той спечели наградата Ед групово доблест за своя отбор), а по-късно Канадската футболна лига за Калгари през 1986 година. Той също е играл за Бъфало Билс в подготвителни действия през 1985 г., но е последният играч, нарязан преди началото на този сезон. Опитите му да направи списък бяха покрити в серия от статии в Синсинати.

## Личен живот и смърт
На 17 март 1993 г. се жени за Мелани. По това време, той също имаше две деца, синовете му, Даниел и Бретан. Брайън и Мелани имат две деца заедно, Брайън-младши и Скайлър. Той така и не научи, че Мелани е била бременна със Скайлър, който е роден на 5 май 1998 г., седем месеца след смъртта на Пилман.
На 5 октомври 1997 г. на турнира ,,Лоша Кръв" беше планирано да се бори срещу Дюд Лав. Въпреки това в крайна сметка, някой от персонала на WWF търсеше за него и откри тялото му в една хотелска стая в Блумингтън, Минесота, където той е починал по някое време през деня. Пилман беше 35 години. От една аутопсия е установено, че сърдечна болест е причината за смъртта. Леденият Стив Остин съобщава, че причината за неговата смърт е атеросклеротична сърдечна болест. От същата болест е умрял бащата на Брайън.
В началото на 2008 г., доведената му дъщеря Алексис Рийд умира на възраст 26 години във Деня на благодарността от тежки травми, причинени от автомобилна катастрофа.
През февруари 2017 неговият син Брайън Пилман-младши започва да тръгва по стъпките на баща си, а именно става професионален кечист.

### Завършващи Хватки
- Въздушен Пилман (Air Pillman)
- Падащ лист (Dropkick)
- Въздушен Кръст (Diving Crossbody)
- Торнадо DDT (Tornado DDT)
- Удар в главата (Enzuigiri)

- Интро песни
- Rocket By Def Leppard (NWA/WCW) 1989 – 1990
- Don't Bite The Hand That Feeds By Ratt (NJPW)
- Welcome To The Jungle By Guns N' Roses 1994 (ECW)
- Shitlist By L7 1996 (ECW)

### Титли и отличия
- Stampede Wrestling
- Stampede Wrestling International Tag Team Championship (2 пъти) с Брус Харт
- Stampede Wrestling Hall of Fame

- World Championship Wrestling
- NWA United States Tag Team Championship (1 път) с Том Зенк
- WCW World Light Heavyweight Championship (2 пъти)
- WCW World Tag Team Championship (1 път) с Стив Остин
- NWA World Tag Team Championship (1 път) с Стив Остин